# Hontianska Vrbica
Hontianska Vrbica (v minulosti Hontianske Ďarmoty, maďarsky Hontfüzesgyarmat, Füzesgyarmat) je obec na Slovensku v okrese Levice. První zmínky o obci jsou z roku 1272. Nachází se zde římskokatolický středověký kostel sv. Martina a reformovaný kostel. Obec má 588 obyvatel, hustota zalidnění je 24,65 obyvatel na km². Velká část obyvatelstva se zde hlásí k maďarské národnosti.

## Poloha
Obec se nachází ve východní části slovenské Podunajské nížiny, přesněji ještě na západním okraji Ipeľské pahorkatiny v širokém údolí dolního Hronu. Podél západního okraje obce protékají propojené, kanalizované řeky Perec a Sikenica. Střed obce leží v nadmořské výšce 179 m n. m. a je vzdálen 14 km od Levic a 24 km od Šah.
Sousedními obcemi jsou Mýtné Ludany na severu, Santovka na severovýchodě, Demandice na východě, Zbrojníky na jihu a Jur nad Hronom na západě.

## Historie
Hontianska Vrbica byla poprvé písemně zmíněna v roce 1272 jako Gormoth a byla součástí panství arcibiskupství Gran. V 16. a 17. století utrpěla obec velké škody v důsledku tureckých válek. V roce 1715 zde byl jeden statek, 22 opuštěných a 52 obydlených domácností. V roce 1828 zde bylo 141 domů a 848 obyvatel, kteří se živili zemědělstvím a vinařstvím.
Až do roku 1919 patřila obec, která ležela v župě Hont, k Uherskému království a poté k Československu (dnes Slovensko). V letech 1938–1945 byla součástí Maďarska na základě prvního vídeňského arbitrážního nálezu. V roce 1947 došlo k výměně obyvatelstva, v jejímž důsledku se snížil podíl maďarsky mluvících obyvatel.

## Obyvatelstvo
Podle sčítání lidu z roku 2011 žilo v Hontianské Vrbici 568 obyvatel, z toho 371 Slováků, 177 Maďarů, sedm Čechů a jeden Polák. 12 obyvatel neuvedlo svou etnickou příslušnost.
225 obyvatel se hlásilo k římskokatolické církvi, 113 obyvatel k reformované církvi, 96 obyvatel k evangelické církvi, 11 obyvatel k evangelické metodistické církvi, 4 obyvatelé k řeckokatolické církvi, 1 k církvi svědků Jehovových a 1 k starokatolické církvi. 60 obyvatel bylo bez vyznání a vyznání 57 obyvatel nebylo zjištěno.
| 1996 | 1997 | 1998 | 1999 | 2000 | 2001 | 2002 | 2003 | 2004 | 2005 | 2006 | 2007 |
| ---- | ---- | ---- | ---- | ---- | ---- | ---- | ---- | ---- | ---- | ---- | ---- |
| 568  | 572  | 578  | 582  | 591  | 568  | 550  | 540  | 553  | 566  | 572  | 570  |

## Kultura a zajímavosti
- Římskokatolický kostel svatého Martina, jednolodní gotická stavba s polygonálně ukončeným presbytářem a věží tvořící součást jeho hmoty z období kolem let 1423–1442. Nachází se na kopci nad obcí. Stojí na místě starší budovy z přelomu 12. a 13. století. V polovině 18. století došlo k úpravě barokního stylu. Vnější stěny kostela a některé architektonické detaily, jako například gotické okno na východní stěně presbytáře, pocházejí z období gotiky. V interiéru se dochovalo pozdně gotické kamenné pastoforium z doby kolem roku 1480 a kamenná křtitelnice z 15. století. Budova má hladké fasády, věž je zakončena zvonovitou helmicí. V letech 2014–2015 zde proběhl archeologický výzkum, při kterém byla nalezena starší románská stavba.[4]

- Reformovaný kostel, jednolodní toleranční stavba s polygonálním zakončením presbytáře a vystupující věží z let 1781–1784. V letech 1889 a 1900 prošel úpravami. Interiér je zaklenutý dřevěnými římsami. Fasády kostela jsou hladké, věž je členěna lizénovými rámci a zakončena zvonovitou helmicí. V interiéru se nacházejí dřevěné protestantské empory, barokně-klasicistní kazatelna z doby založení kostela a červený mramorový stůl Páně z roku 1868. Ve věži se nachází zvon z roku 1808 od zvonaře J. Pestera z Banské Štiavnice.[5]

- Reformovaný kostel